# Euroflorist
EuroFlorist ist eine schwedische Unternehmensgruppe, welche Dienstleistungsunternehmen zur Vermittlung von Blumen, Blumensträußen und Blumenarrangements, ähnlich dem Fleurop-System, umfasst.

## Geschichte
Das Unternehmen wurde 1982 in Malmö von Peter Jungbeck unter der Firmierung Svensk Blomsterförmedling (Schwedische Blumenvermittlung) gegründet, 1990 in EuroFlorist Sverige AB umbenannt. Die erste Website für Endverbraucher eröffnete EuroFlorist im August 1995 und wurde damit zum ersten Unternehmen in Schweden, das Blumen über das Internet verkaufte. Von 2004 bis 2007 gehörte Euroflorist mehrheitlich dem schwedischen Private-Equity-Unternehmen Accent Equity Partners, Seit September 2007 hält das schwedische Private-Equity-Unternehmen Litorina Kapital AB 59 % der Anteile. Gründer Peter Jungbeck trat im September 2008 als Vorstandsvorsitzender zurück, sein Nachfolger wurde Lars Höglund, der seit September 2009 auch Vizepräsident von Teleflor ist.

## Struktur und Marktposition
Die Euroflorist-Gruppe ist mit mehr als 10.000 angeschlossenen Floristen derzeit Marktführer bei Blumenvermittlungssystemen in Europa. In Deutschland ist Euroflorist derzeit Nummer zwei hinter Fleurop. Die schwedische Muttergesellschaft Euroflorist Sverige AB führt eigenständig handelnde Tochterunternehmen in Österreich, Belgien, Luxemburg, Dänemark, Frankreich, Deutschland, Norwegen, Polen, Schweden und den Niederlanden. Am 25. Mai 2010 fusionierte Euroflorist mit eFlorist. Die Gruppe ist dem weltweit operierenden Blumenvermittlungs-Netzwerk Teleflor International angeschlossen, an dem sich zurzeit über 54.000 Floristen beteiligen. Im Teleflor-Verbund ist Euroflorist der größte Auftragsvermittler.
Der Umsatz der Gruppe belief sich 2006 auf rund 630 Mio. Schwedische Kronen und 2009 auf rund 920 Millionen SEK.

## Euroflorist Deutschland
Die 2001 gegründete Tochtergesellschaft Euroflorist Deutschland GmbH hat ihren Sitz in Plön (Schleswig-Holstein). 2005 übernahm Euroflorist die zweitgrößte Blumenvermittlung in Deutschland, Teleflor Welt Blumendienst. Eine weitere Expansion in Deutschland im Jahr 2009 war das Internetportal BlumenOnline.de mit mehr als 3900 angeschlossenen Floristik-Fachgeschäften. Euroflorist gehört zu den größten Blumenvermittlungen in Deutschland und bietet kleineren Online Blumenhändlern eine Plattform.